# 老城街道 (安康市)
老城街道，是中华人民共和国陕西省安康市汉滨区下辖的一个乡镇级行政单位。

## 行政区划
老城街道下辖以下地区：
金川社区、石堤社区、西大街社区、培新街社区、兴安路社区、安悦街社区、大北街社区、五星街社区、东关社区、南正街社区、鼓楼社区和兴安社区。